# Questo e altro
Questo e altro è stata una rivista letteraria fondata nel 1962 da Niccolò Gallo, Dante Isella, Geno Pampaloni, Vittorio Sereni. In seguito collaborerà Angelo Romanò. A partire dal luglio 1962 viene pubblicata a Milano con il sottotitolo "Rivista di letteratura" e pubblicata dall'editore Arrigo Lampugnani Nigri, uscì con otto numeri fino alla chiusura avvenuta nel giugno del 1964. Vi pubblicarono, tra gli altri, Italo Calvino, Franco Fortini, Enzo Paci, Alfonso Gatto, Giovanni Arpino, Sergio Solmi, Mario Tobino, Pier Giorgio Bellocchio, Marco Forti, Giuliano Gramigna, Oreste Del Buono, Bartolo Cattafi, Vittorio Strada, Luciana Frezza, D'Arco Silvio Avalle, Giansiro Ferrata, Agostino Lombardo.